# نيناد رادونجيتش
نيناد رادونجيتش هو لاعب كرة قدم صربي في مركز الهجوم، ولد في 19 مارس 1996 في بلغراد في صربيا. لعب مع نادي فودوفاك ‏.

## وصلات خارجية
- نيناد رادونجيتش على موقع قاعدة بيانات كرة القدم.إي يو (الإنجليزية)
- نيناد رادونجيتش على موقع Soccerway.com (الإنجليزية)